# Jörg Ludewig
Jörg Ludewig (Halle, Renania del Norte-Westfalia, 9 de septiembre de 1975) es un ciclista alemán ya retirado.
Debutó como profesional en 1999 con el equipo Gerolsteiner. Cuenta con cuatro victorias en su palmarés y puso fin a su carrera deportiva en 2007.

## Palmarés
1999
- 1 etapa de la Carrera de la Solidaridad y de los Campeones Olímpicos
- 1 etapa del Tour del Porvenir

2001
- 1 etapa de la Vuelta a Baviera

2007
- 1 etapa de la Vuelta al Lago Qinghai

## Resultados en Grandes Vueltas y Campeonatos del Mundo
| Carrera         | Carrera         | 1999 | 2000 | 2001 | 2002 | 2003 | 2004 | 2005 | 2006 | 2007 |
| --------------- | --------------- | ---- | ---- | ---- | ---- | ---- | ---- | ---- | ---- | ---- |
|                 | Giro de Italia  | —    | —    | —    | —    | —    | —    | —    | 51.º | —    |
|                 | Tour de Francia | —    | —    | —    | —    | 38.º | 55.º | 38.º | —    | —    |
|                 | Vuelta a España | —    | Ab.  | 85.º | —    | —    | —    | —    | —    | —    |
| Mundial en Ruta | Mundial en Ruta | —    | 83.º | —    | —    | —    | —    | —    | —    | —    |

 —: No participa

Ab.: Abandona